# Lahnavesi (sjö i S:t Michel, Södra Savolax)
Lahnavesi är en sjö i kommunen S:t Michel i landskapet Södra Savolax i Finland. Sjön ligger 78,4 meter över havet. Den är 2,7 meter djup. Arean är 1,37 kvadratkilometer och strandlinjen är 14,97 kilometer lång. Sjön  ingår i Vuoksens huvudavrinningsområde.   Den ligger omkring 47 kilometer söder om S:t Michel och omkring 180 kilometer nordöst om Helsingfors. 
I sjön finns öarna Ryöpänsaari, Koppelisaari, Virtasaari, Marjasaari och Ruunasaari. 